# Maricohoningzuiger
De Maricohoningzuiger (Cinnyris mariquensis; synoniem: Nectarinia mariquensis) is een zangvogel uit de familie Nectariniidae (honingzuigers).

## Verspreiding en leefgebied
Deze soort telt 5 ondersoorten:
- C. m. osiris: van Eritrea en Ethiopië tot zuidoostelijk Soedan, noordelijk Oeganda en noordelijk Kenia.
- C. m. suahelicus: van centraal Oeganda tot centraal Kenia, Tanzania en noordoostelijk Zambia.
- C. m. mariquensis: Namibië, Botswana, Zimbabwe en noordelijk Zuid-Afrika.
- C. m. lucens: zuidoostelijk Zimbabwe, zuidelijk Mozambique en oostelijk Zuid-Afrika.
- C. m. ovamboensis: zuidelijk Angola, noordoostelijk Namibië, zuidwestelijk Zambia en noordwestelijk Botswana.